# 227641 Nothomb
227641 Nothomb este o planetă minoră (asteroid) din centura de asteroizi. A fost descoperită pe 28 ianuarie 2006 la Nogales de Jean-Claude Merlin⁠(d). 
Obiectul prezintă o orbită caracterizată de o semiaxă mare de 2,8705106286894 UAi, o excentricitate de 0,07, o înclinație de 2,5 ° în raport cu ecliptica.